# Мухаммад I аль-Галиб
Абу Абдулла Мухаммад ибн Юсуф ибн Наср (араб. أبو عبد الله محمد بن يوسف بن نصر‎, 1195, Архона, Султанат Альмохадов — 22 января 1273, близ Гранады, Гранадский эмират), более известный как Ибн эль-Ахмар (араб. ابن الأحمر‎, «Рыжий») или под лакабом аль-Габиб Биллах (араб. الغالب بالله‎, «Побеждающий во славу Аллаха»), — первый эмир Гранады из династии Насридов, последнего независимого мусульманского государства на Пиренейском полуострове. Его правление пришлось на активную экспансию основных христианских королевств Иберии — Португалии, Кастилии и Арагона — на территорию Аль-Андалуса.

## Происхождение и ранние годы

Карта южной Испании в годы правления династии Насридов. Гранадский эмират выделен зелёным цветом, светло-жёлтым — территории, при разных правителях династии Насридов входившие в состав Гранады и Кастилии

Мухаммад ибн Юсуф родился в 1195 году в Архоне, мусульманской пограничной заставе к югу от Гвадалквивира, современная испанская провинция Хаэн. На тот момент эта территория была частью владений династии Альмохадов, правивших Аль-Андалусом и Магрибом. Мухаммад был членом семьи Насридов, которые, согласно Первой всеобщей хронике, составленной при дворе королей Кастилии, были скромной семьёй землепашцев, поэтому в свои ранние годы у Мухаммада не было другого дела, кроме запрягать волов на плуг. Помимо названия Бану аль-Наср («Насриды») его род называли и Бану аль-Ахмар («Рыжие»). Согласно гранадскому историку, придворному летописцу и визирю XIV века Ибн аль-Хатибу, они имели достаточно выдающееся происхождение, ведя свой род от сподвижника исламского пророка Мухаммеда, известного как Сад ибн Убада из Бану аль-Хазрадж. Его потомки действительно эмигрировали в Испанию вслед за последними Омейядами, став землепашцами в Архоне. Согласно У. М. Уотту и Пьеру Какиа, семья Мухаммада происходила из Медины. Уже в раннем возрасте он стал известен своими лидерскими качествами во время деятельности по обороне границ от вторжений христиан и аскетическим образом жизни. Последнего Мухаммад придерживался и после того, как стал султаном.

## Исторический фон

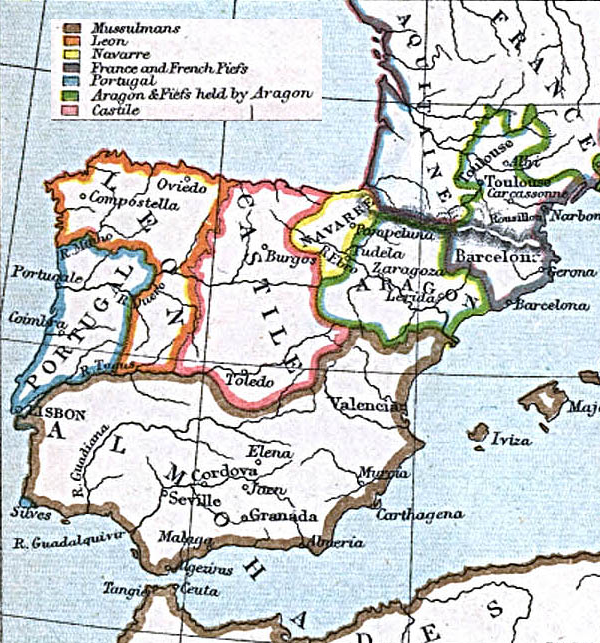
Иберийский полуостров в 1210 году, незадолго до распада султаната Альмохадов

Начало XIII века стало периодом больших территориальных потерь для мусульман Пиренеев. В 1224 году скончался султан Юсуф II, не оставивший законного наследника. Это привело к началу борьбы между представителями династии Альмохадов, которая привела к распаду государства на части. Аль-Андалус разделился на несколько независимых и враждующих между собой тайф. Лидер одного из таких государств Ибн Худ провозгласил возрождение Арабского халифата в землях Испании и формально признал себя зависимым от Аббасидов. Однако на практике он управлял будучи совершенно независимым правителем. Правя Мурсией, он завоевал авторитет и силу и стал лидером мусульман Аль-Андалуса. На короткий промежуток времени его власть признал и Мухаммад. Несмотря на свою силу и популярность среди мусульманских повелителей, Ибн Худ терпел поражения в борьбе с христианами, в том числе при Аланхе в 1230 году и при Хересе в 1231 году. Последнее поражение обескровило его армию и лишило мусульман Бадахоса и Эстремадуры.
На севере полуострова уверенно себя чувствовали несколько сильных христианских королевства Кастилия, Леон (всё в том же 1231 году объединившийся с Кастилией на правах личной унии), Португалия, Наварра и союз королевств, известный как Арагонская корона. К моменту прихода Мухаммада к власти они активно расширяли свои земли на юг, покоряя территории мусульманского королевства Альмохадов. Этот процесс носил название «Реконкиста» или «Отвоевание». В каждом из этих королевств проживали мусульмане, составлявшие значимое религиозное меньшинство. К середине столетия Кастилия стала крупнейшим государством полуострова. Её король Фернандо III, воспользовавшись присоединением Леона и разобщённостью мусульманских властителей, начал экспансию на юг.

## Приход к власти
Из-за поражения Ибн Худа в 1231 году при Хересе в небольшом городе Архона вспыхнуло значительное недовольство правлением эмира. 16 июля следующего года собрание мечети города провозгласило независимость. Это событие совпало с окончанием последней пятничной молитвы священного исламского месяца. Единовластным правителем города на молитве был провозглашён Мухаммад, известный своей набожностью и репутацией грозного воина. Дополнительно он воспользовался поддержкой клана Насридов и союзного клана из Архоны, Ашикула.
В том же году Мухаммад покорил город Хаэн, важный населённый пункт недалеко от Архоны. Воспользовавшись помощью соперничавшего с Ибн Худа клана аль-Маула, он ненадолго подчинил центр мусульманских владений в Испании, Кордову. В 1234 году пала Севилья, в завоевании которой Насридам оказал поддержку местный клан аль-Баджи, но силы Мухаммада удерживали город лишь в течение месяца. Недовольные его правлением, оба города откололись от владений Насридов и вновь попросили защиты у Ибн Худа. Из-за этих неудач Мухаммад вновь присягнул ему на верность и стал правителем небольшой области, которая включала в себя Хаэн, Архону, Поркуну, Гуадикс и Баэсу.
Два года спустя Мухаммад вновь выступил против Ибн Худа. В союзе с Фернандо III он вступил в Кордову. Город достался Кастилии, что положило конец многовековому правлению мусульман в регионе. В последующие годы, действуя уже единолично, Мухаммад подчинил несколько важных городов на юге. В священный месяц Рамадан 634 года хиджры (май 1237 года от Р.Х.) он подчинил город Гранада, ставший с тех пор столицей тайфы. В 1238 году пала Альмерия, а год спустя — Малага. При этом оба города были присоединены к владениям Насридов не силой, а дипломатией и политическими ухищрениями.

## Эмир Гранады

### Укрепление города

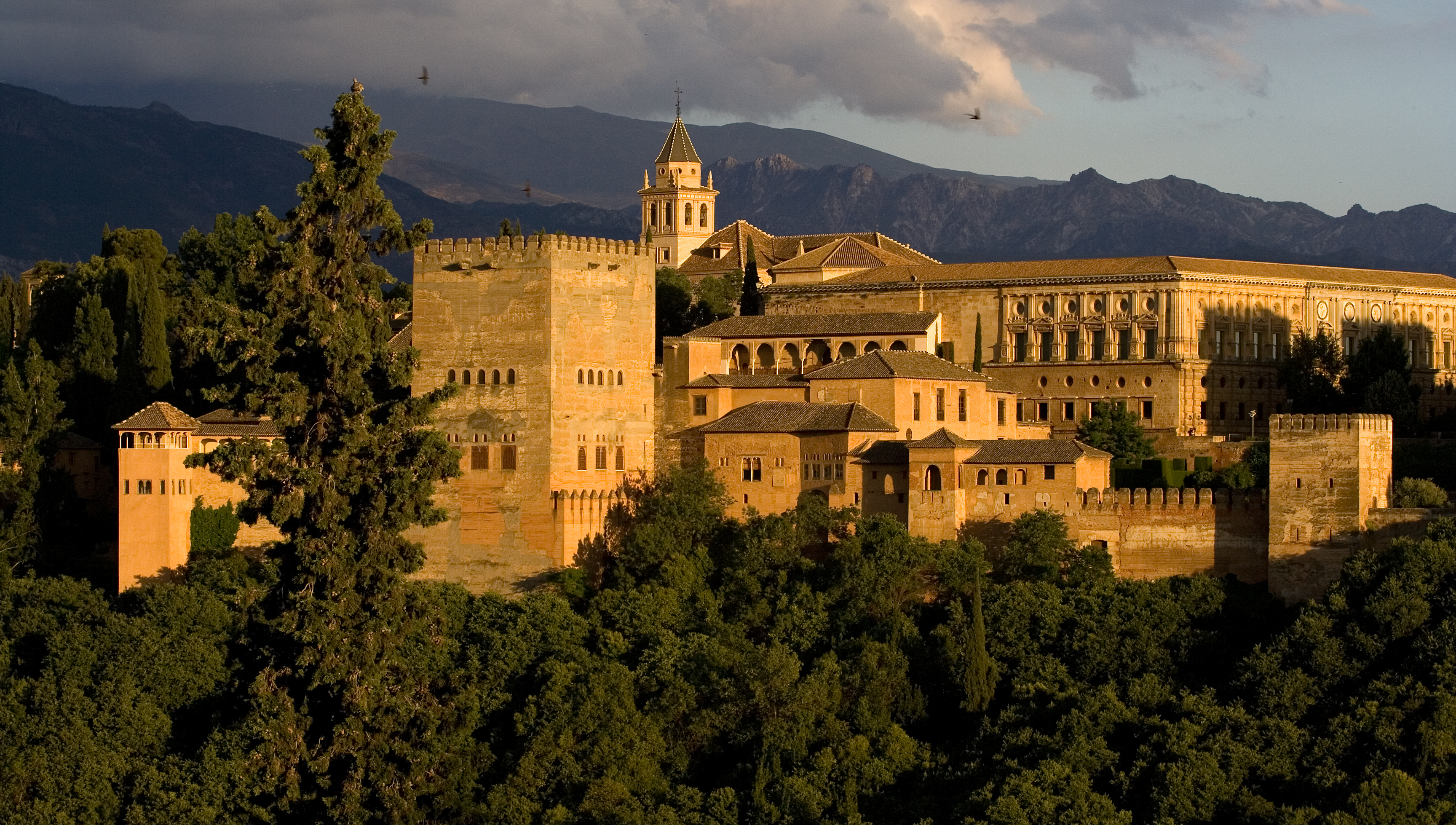
Крепость Альгамбра, 2008

Согласно историку XIV века Ибн аль-Хаттибу, когда Мухаммад входил в Гранаду на нём была одежда суфия: простая льняная шапочка, сандалии и одежда из грубых тканей. Своей штаб-квартирой он провозгласил алькасабу, построенную ещё Зиридами в XI веке. Однако это было лишь временное место пребывания его двора, поскольку он сразу же заложил фундамент для новой крепости в аль-Хамре, местечке в пределах города. Затем по его приказу население города начало работы по возведению оборонительных сооружений, ирригационной дамбы и плотины. Строительство продолжалось при его преемниках, а комплекс стал известен как Альгамбра и стал резиденцией всех правителей Насридов вплоть до сдачи Гранады в 1492 году. По ходу строительства Мухаммад давил на своих сборщиков налогов, требуя собрать необходимые средства для строительства, дойдя до того, что казнил одного из них, что занимался работой в Альмерии, Абу Мухаммада ибн Аруса, чтобы обеспечить выполнение своих требований. Кроме этого эмир использовал для этих целей деньги, присланные правителем Туниса из династии Хафсидов и по первоначальному договору предназначенные для обороны от христиан, для расширения городской мечети.

### Первый конфликт с Кастилией

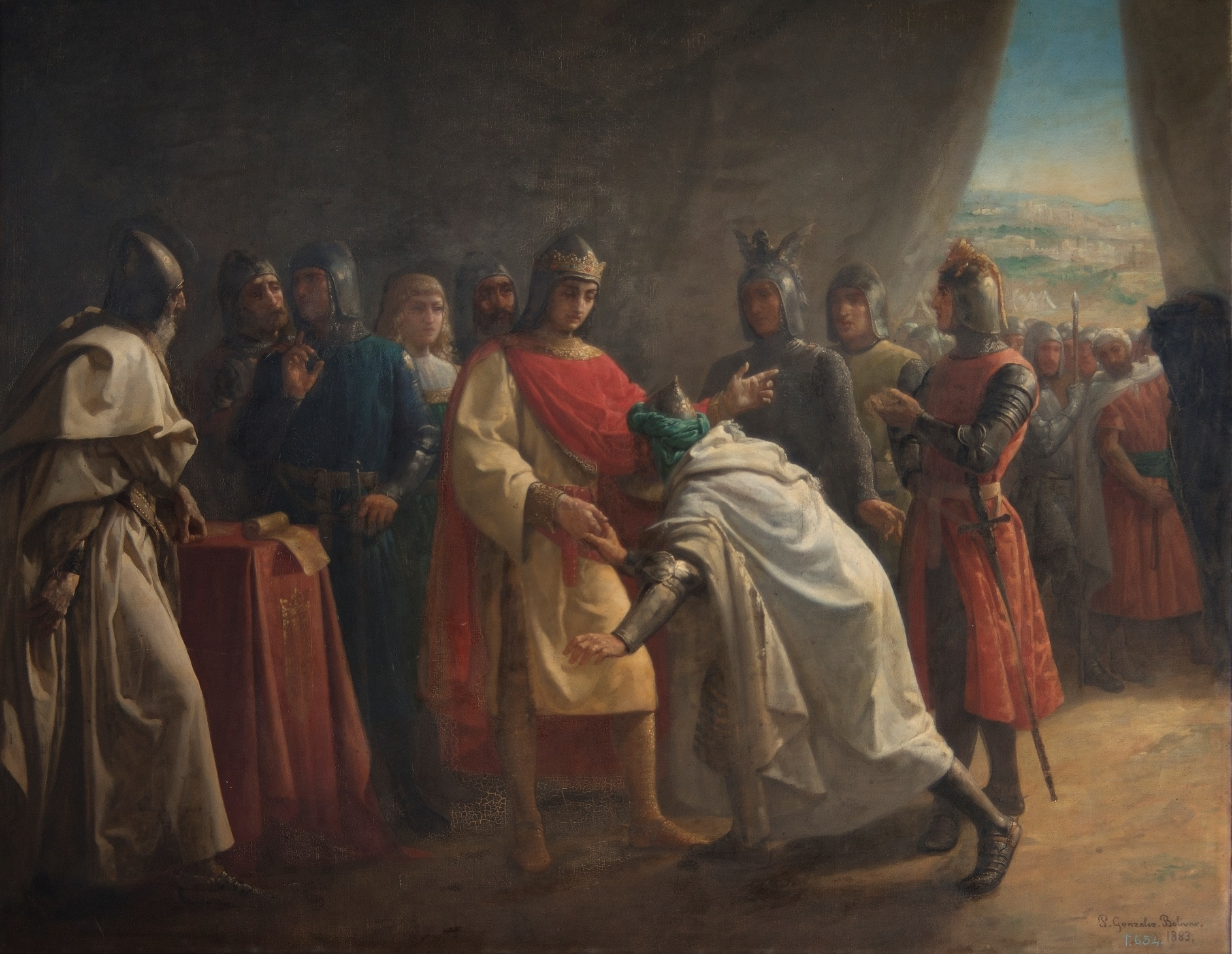
Мухаммад I аль-Галиб целует руку Фернандо III Кастильскому. Картина 1883 года авторства Педро Гонсалеса Боливара

К концу 1230-х годов Мухаммад смог стать самым могущественным правителем во всей мусульманской Иберии. Он контролировал многие крупные города мусульманского юга включая Гранаду, Альмерию, Малагу и Хаэн. В начале 40-х Мухаммад вступил в конфликт с кастильцами, своими экс-союзниками, которые начали отвоевывать мусульманские владения. Источники времён данных событий расходятся в своих оценках причин данного конфликта. Христианская «Первая всеобщая хроника» обвиняет в произошедшем мусульман, якобы устраивавших набеги на христианские земли, а мусульманский историк Ибн Хальдун пишет, что это наоборот христиане вторгались в земли мусульман. Так или иначе, в 1242 году мусульмане совершили успешный набег на Андухар и Мартос близ Хаэна, но два года спустя кастильцам удалось подчинить себе родной город Мухаммада, Архону.
В 1245 году король Кастилии Фернандо III взял в осаду хорошо укреплённую крепость Хаэн. Штурм города был связан с большим риском, на который король идти не хотел, поэтому тактика христиан заключалась в поддержании осады и морении мусульман голодом за счёт отрезания конвоев с припасами. Мухаммад неоднократно посылал в город солдат и ресурсы, но осаждающие перехватили все поставки. Мухаммаду было затруднительно как освобождать Хаэн, так и оборонять его от христианских войск, поэтому он принял условия противника, сдав город и согласившись выплачивать ежегодную дань в 150 тысяч мараведи. Эта сумма стала важным источником пополнения кастильской государственной казны. Противники заключили соглашение в марте 1246 года, и в знак примирения Мухаммад должен был поцеловать руку Фернандо III, пообещав ему «совет и помощь». Выполнение этого обещания христианские источники описывают как клятву верности и акт феодального подчинения. В дальнейшем они называют Мухаммада вассалом Фернандо в прямом, феодальном смысле этого слова. Мусульманские же источники не называют кастильского короля сюзереном и склонны рассматривать данные отношения как отношения равных по статусу людей с рядом обязанностей по отношению друг к другу. После заключения соглашения мусульмане покинули город.

### Дальнейшее правление
В последующее время за годы правления Мухаммада I экономика эмирата быстро развивалась. Резко выросло и население Гранадского эмирата — в первую очередь за счёт переселения сюда многих тысяч мусульманских семей из занятых христианскими государствами районов. Благодаря этому был уравнен дисбаланс в численности арабского и берберского населения, имевший ранее место. Впрочем, внешняя торговля эмирата по-прежнему в большой мере зависела от христианских морских держав XIII столетия — Арагона и Генуи. При Мухаммаде I начались работы по украшению и превращению Альгамбры в крепость-резиденцию эмиров.
В конце своего правления Мухаммад I оказался в конфликте с Кастилией, требовавшей передачи ей Тарифы и Гибралтара. Мухаммад отверг эти претензии и в ответ поддержал восстания мусульман в самой Кастилии. В ответ король Кастилии Альфонс X выступил в поход против престарелого эмира, дошёл до Гранады и вынудил мусульман увеличить в его пользу выплачиваемую Кастилии дань. Кроме этого, король поддержал враждебного Мухаммаду вождя Бану Ашкилулу. В свою очередь, Мухаммад оказал помощь оппозиционной Альфонсу кастильской аристократии.
В 1273 году против эмира взбунтовались некоторые из его провинций. Мухаммад I, выступивший в поход против мятежников, недалеко от Гранады попал в засаду и был убит. После его смерти осталось сильное, жизнеспособное мусульманское государство, оказавшееся в состоянии ещё более 200 лет оказывать стойкое сопротивление наступавшим с севера христианским армиям.
Наследником Мухаммада I стал его сын Мухаммад II аль-Факих (правил в 1273—1303 годы).